# 林永谟
林永谟（1876年？月？日—1936年12月25日），字籁亚，福建闽侯人，曾任“海琛”舰、“肇和”舰、“海圻”舰舰长。

## 生平
1876年，出生。
1898年，毕业于天津北洋水师学堂。
1921年，任海军部次长。
1910年，任“海琛”巡洋舰帮带。
1911年，响应辛亥革命，“海琛”“海筹”“海容”三舰起义。
1912年，任“海琛”舰舰长。12月，晋升海军上校。
1913年，授四等文虎章。
1914年，晋升海军少将，授三等文虎章。9月，授四等嘉禾章。
1915年，袁世凯复僻帝制，被赐一等轻车都尉。
1916年，授三等嘉禾章。
1917年，任“肇和”舰舰长。
1918年，授四等宝光嘉禾章。5月，率“肇和”舰南下参加护法运动，任“海圻”舰舰长。8月，任海军部参事。
1919年，授二等文虎章。
1920年，晋升海军中将。11月，任海军舰队司令兼海军总司令。
1921年，任海军部次长。
1922年，被解职，任总统府顾问。6月，陈炯明兵变，返回福建。
1925年，任福建海关监督。
1927年，任军事委员会参事处长。
1930年，任海军部少将参事。
1936年，病逝。